# William Henry Sykes
Pour les articles homonymes, voir Sykes.
William Henry Sykes est un militaire, un homme politique et un ornithologue britannique, né le 25 janvier 1790 à Bradford dans le Yorkshire et mort le 16 juin 1872.

## Biographie
Il intègre l’armée de Bombay (branche militaire de la Compagnie anglaise des Indes orientales) en 1804, à 14 ans. Il participe, sous les ordres de Lord Lakes au premier siège de Bhâratpur qui se solde par un revers britannique. De 1817 à 1818, il commande un régiment indien et participe à de nombreuses batailles. À partir d’octobre 1824, il travaille pour le gouvernement de Bombay pour étudier la région du Dekkan.
Il revient au Royaume-Uni en 1837 et obtient la direction de la Compagnie. En 1854, il est également le recteur de l’université de cette ville. Il devient membre du parlement britannique pour la ville d’Aberdeen en 1857.
En 1858, il est élu président de la Royal Asiatic Society. Durant le temps passé en Inde, Sykes constitue une importante collection d’animaux qu’il fait parvenir au muséum de la Compagnie anglaise des Indes orientales. La plupart de ses spécimens sont aujourd’hui perdus, leur conservation n’ayant pu être correctement assurée.
Il publie dans les Zoological Society son catalogue des oiseaux du plateau du Dekkan en 1832 sous le titre Catalogue of Birds of the Rapotorial and Incessorial Orders Observed in the Dukhun. Ce travail est le premier catalogue systématique réalisé sur les oiseaux en Inde. Il y décrit 56 espèces nouvelles. Sykes étudie également les poissons de la région.